# غونزالو سوسا
غونزالو سوسا (بالإسبانية: Gonzalo Sosa)‏ هو لاعب كرة قدم أرجنتيني في مركز الهجوم، ولد في 4 يناير 2005 في سانتا في في الأرجنتين. لعب مع نادي راسينغ.